# Ben-Witter-Preis
Der Ben-Witter-Preis ist ein deutscher Journalistenpreis.
Der von Ben Witter (1920–1993) testamentarisch gestiftete Preis wird von der zu diesem Zweck eingesetzten Ben-Witter-Stiftung seit 1995 jährlich vergeben und ist mit 10.000 Euro (Stand 2022) dotiert.
Mit dem Preis werden Autoren geehrt, die durch einen unkonventionellen Blick auf die Welt mit ungewöhnlichen literarischen oder journalistischen Formen experimentieren und gesellschaftskritischen Humor zeigen – was auch das Werk von Ben Witter auszeichnete.
Die Jury besteht aus dem Vorstand der Stiftung (2023: RA Matthies van Eendenburg, die Buchhändlerin Annegret Schult und die Hamburger Journalisten Aloys Behler und Benedikt Erenz).
Im Jahr 2006 wurde der Preis keinem Autor, sondern der Zeitschrift EXIL verliehen, in Erinnerung an das Engagement des Preisstifters für die deutschsprachige Exilliteratur. Herausgeberin der Zeitschrift Exil ist Edita Koch.

## Preisträger
- 2025: Johanna Adorján[3]
- 2024: Moritz Rinke[4]
- 2023: Elsemarie Maletzke[5]
- 2022: Teresa Präauer[6]
- 2020/2021: keine Verleihung
- 2019: Axel Hacke[7]
- 2018: Christian Bartel
- 2017: Gerhard Henschel und Gerhard Kromschröder für Landvermessung
- 2016: Nils Minkmar
- 2015: Volker Hagedorn
- 2014: Helmut Höge
- 2013: Susanne Fischer
- 2012: Helmut Schödel
- 2011: Rolf Vollmann
- 2010: Michael Buselmeier
- 2009: Ulrich Holbein
- 2008: Detlef Kuhlbrodt
- 2007: Jörg W. Gronius
- 2006: Exil
- 2005: Fanny Müller
- 2004: Elfriede Gerstl
- 2003: Wiglaf Droste
- 2002: Wladimir Kaminer
- 2001: Georg Stefan Troller
- 2000: André Müller
- 1999: Thomas Kapielski
- 1998: Willi Winkler
- 1997: Hermann Unterstöger
- 1996: Linus Reichlin
- 1995: Gabriele Goettle